# Motya flotsama
Motya flotsama är en fjärilsart som beskrevs av Dyar 1914. Motya flotsama ingår i släktet Motya och familjen trågspinnare. Inga underarter finns listade i Catalogue of Life.